# Leo-Minoriden
Die Leo-Minoriden sind ein Meteorstrom, der mit einer ZHR von lediglich 2 Meteoren pro Stunde eine sehr geringe Aktivität besitzt. Sein Radiant befindet sich im östlichen Areal des Sternbildes Kleiner Löwe, etwa 3 Grad östlich des Sternes β Leonis Minoris. Der Ursprungskörper des Stromes ist der Komet C/1739 K1 (Zanotti).